# Membribe de la Sierra
Membribe de la Sierra és un municipi de la província de Salamanca a la comunitat autònoma de Castella i Lleó. Limita al nord amb San Pedro de Rozados, a l'est amb Monterrubio de la Sierra i Pedrosillo de los Aires, al sud amb Frades de la Sierra i La Sierpe i a l'oest amb Narros de Matalayegua i Las Veguillas.

## Demografia
| 1991 | 1996 | 2001 | 2004 |
| ---- | ---- | ---- | ---- |
| 121  | 102  | 91   | 111  |